# Всемирный день рыбного хозяйства
Всемирный день рыбного хозяйства (англ. World Fisheries Day) — международная экологическая дата, ежегодно отмечаемая 21 ноября. Цель праздника — привлечение внимания к устойчивому использованию водных биоресурсов, роли рыболовства и аквакультуры в обеспечении продовольственной безопасности, а также поддержка рыбопромысловых сообществ по всему миру.

## История
Праздник учреждён в 1997 году на заседании Всемирного форума рыбопромысловиков и рыбников (англ. World Forum of Fish Harvesters and Fish Workers), состоявшемся в Нью-Дели, Индия. Форум объединил представителей рыболовных общин из более чем 18 стран, выступавших за справедливое и экологически устойчивое развитие рыбного хозяйства. История праздника подробно описана на сайте «Mundus Maris».

## Цели
- Повышение осведомлённости об истощении рыбных ресурсов, загрязнении вод и разрушении морских и пресноводных экосистем.
- Пропаганда устойчивых методов рыболовства и аквакультуры.
- Поддержка малых рыболовных сообществ, особенно в развивающихся странах.
- Формирование экологической культуры и бережного отношения к водным ресурсам.

## Проведение
Праздник отмечается в десятках стран мира. В этот день проходят:
- Научные конференции и круглые столы;
- Образовательные акции для школьников и студентов;
- Акции по очистке берегов;
- Культурные мероприятия, гастрономические фестивали и выставки.

Примером международной активности является организация «Mundus Maris», ежегодно координирующая просветительские инициативы в Европе, Африке и Латинской Америке.

## Актуальность
По данным ФАО, более 500 миллионов человек зависят от рыболовства как источника питания и дохода. Около 90 % морских ресурсов находятся под угрозой истощения, что требует срочных природоохранных и управленческих мер. Эти данные представлены в отчёте ФАО.